# 华美学校
华美学校（英語：Tungchou North China American School），位于今北京市通州区玉带河大街70号，是曾经存在的一所学校。

## 简介
华美学校于1889年由美国基督教卫理公会建立。在北平易幟前，这所学校是美国在华人员的子弟学校。
中华人民共和国成立后，该校停办。此后该校校址一直被当作卫生人员的培训场所及卫生类中等专业学校使用。后来长期占用该校校址的北京护士学校的前身是美国基督教卫理公会于1905年创建的“仁光”高级护校，1949年由人民政府接管，1953年改为北京市立第二护校，1958年迁入原华美学校校址，1981年更名为“北京护士学校”。 
2013年，位于北京市通州区潞河中学的原潞河中学建筑、位于北京市通州区第二中学的原富育女校建筑、位于北京护士学校的原华美学校建筑，作为“通州近代学校建筑群”被列为第七批全国重点文物保护单位。